# Dolomedes naja
Dolomedes naja là một loài nhện trong họ Pisauridae.
Loài này thuộc chi Dolomedes. Dolomedes naja được Lucien Berland miêu tả năm 1938.